# Žikica Milosavljević
Žikica Milosavljević, conocido como Zile, (Pančevo, Serbia, 14 de enero de 1972) fue un jugador de balonmano serbio. Su último equipo fue el RK Metaloplastika Šabac. Mide 1,78 metros y pesa 80 kg.

## Equipos
- Dinamo Pančevo (1988-1993)
- Sevro Kumanovo (1993-1994)
- Estrella Roja (1994-1999)
- Prule 67 (1999-2001)
- RK Celje (2001-2004)
- BM Cantabria (2004-2007)
- BM Valladolid (2007-2010)
- Bosna Sarajevo (2010-2011)
- RK Metaloplastika Šabac (2013-2014)

## Palmarés

### Con clubes
- 5 ligas (entre yugoslavas, macedonias y eslovenas)
- 3 copas (ídem)
- 1 Copa de Europa (2003/04)
- 1 Recopa de Europa (2008/09)

### En la selección nacional
Ha sido un total de 160 veces internacional con la selección de Serbia, selección de Yugoslavia anteriormente. En su palmarés, se encuentra:
- Medalla de bronce en el Europeo de España 1996.
- Medalla de bronce en el Mundial de Egipto 1999.
- Medalla de bronce en el Mundial de Francia 2001.

## Galardones
En el Mundial de Francia 2001, fue incluido en el siete ideal del campeonato. 